# Tageskurs 1:4
Tageskurs 1:4 ist ein Dokumentarfilm des DEFA-Studios für Wochenschau und Dokumentarfilme von Harry Hornig aus dem Jahr 1958.

## Handlung
Am 13. Oktober 1957 fand überraschend ein Umtausch von Banknoten in der DDR statt. An diesem Tage konnten 300 Deutsche Mark der Deutschen Notenbank (Ostmark) in Bar umgetauscht werden, höhere Summen mussten auf ein Konto eingezahlt werden. Über diese Summen konnten die Bürger erst nach einer plausiblen Begründung der Herkunft wieder verfügen. Der Hauptgrund bestand darin, die sich außerhalb der DDR befindlichen Ostmark-Bestände aus dem Verkehr zu ziehen. Durch die offenen Grenzen wurde dieses Geld vielfach nach West-Berlin gebracht und dort im Kurs 1:4 umgetauscht, um dort dafür Waren einzukaufen und dieses Geld fehlte nun in der DDR. Allein für die Weberbank in West-Berlin bedeutete der Geldumtausch einen Verlust von über 60 Millionen Mark, die sie durch das Betreiben von Wechselstuben eingenommen hatte. Der Kommentator sprach aus dem Off, dass sich die ehrlichen DDR-Bürger über diese Maßnahme freuten, denn an diesem Tage wurde so manche Spekulantenhoffnung zu Grabe getragen. Der Film versucht im Anschluss die Schiebereien einiger Bürger und den dadurch entstandenen Schaden aufzudecken.
Einige Wochen später fand vor dem Stadtbezirksgericht Berlin-Prenzlauer Berg ein Prozess gegen den Westberliner Büromaschinenhändler Otto Franz statt, der innerhalb eines Jahres 150 Schreibmaschinen schwarz von Ostberliner Mittelsmännern kaufte. Eine Frau Schneider, die bereits sieben Vorstrafen hatte, wurde festgenommen, da ihr das Amt für Zoll und Kontrolle des Warenverkehrs (AZKW) nachweisen konnte, dass sie mindestens sieben Fotoapparate vom Typ Praktica in den Westen brachte. Viele weitere wertvolle Gegenstände, wie auch Akkordeons, gehörten zu den bevorzugten Schmuggelwaren. In der Strafsache Georg und Komplizen ging es um einen gut organisierten Schieberring, der mit gefälschten Pässen arbeitete und sichere Abnehmer in der Schweiz und in Spanien hatte. Durch Hinweise der Bevölkerung kam man ihnen auf die Spur. Bei der Festnahme des Georg wurden bei ihm Rechnungen über 30.000 Ostmark für Kameras und Optiken gefunden, deren Gesamtwert aber seit 1953 in die Hunderttausende ging.
Im Jahr 1957 wurden allein 2746 feinmechanisch-optische Erzeugnisse an den Grenzen sichergestellt. Der Wert der durch das AZKW beschlagnahmten Waren überschritt die 6 Millionen-Grenze, weshalb auch die Grenzkontrollen notwendig waren, wie Beispiele der Filmaufnahmen zeigen. Ein Fußgänger wollte zum Beispiel an der Bernauer Straße 41 Kanarienvögel illegal über die Sektorengrenze bringen. Ein junger Mann wurde erwischt, als er 1000 Ostmark in eine Westberliner Wechselstube bringen wollte. Durch den dort bestehenden Umtauschkurs wurde nach Meinung des Kommentators die Arbeitskraft der DDR-Bürger 1:4 abgewertet.
Nach mehreren Aufnahmen von Bürgern, die beim Schmuggel von Waren in den Westteil Berlins erwischt wurden, wird noch das Verhör einer Dame gezeigt, die in einer Wechselstube 110 Ostmark in Westgeld umgetauscht und dafür Lebensmittel eingekauft hatte. Deshalb musste sie ihre Tasche entleeren und den Inhalt auf einem Tisch ausbreiten. Dann wurde ihr klargemacht, dass der Umtausch des Geldes ungesetzlich war und die Waren deshalb beschlagnahmt werden müssen. Das war ihr bekannt, aber es war auch das erste Mal.
Das Fazit des Films bestand darin, dass einige Leute, wie der Bankier Weber, immer reicher werden und dass große Summen des Geldes dafür benutzt werden, um der DDR zu schaden.

## Produktion und Veröffentlichung
Die Premiere des unter dem Arbeitstitel Ostgeld zum Tageskurs gedrehten Schwarzweißfilms fand am 30. Mai 1958 statt.
Der Film wurde 2021 zusammen mit weiteren DEFA-Filmen aus den 1950er-Jahren, die im Zeichen des Kalten Krieges stehen, in der Edition Filmmuseum auf DVD veröffentlicht.